# Казалсеруго
Казалсеруго (итал. Casalserugo) је насеље у Италији у округу Падова, региону Венето.
Према процени из 2011. у насељу је живело 3919 становника. Насеље се налази на надморској висини од 8 м.

## Становништво
| 1951. | 1961. | 1971. | 1981. | 1991. | 2001. | 2011. |
| ----- | ----- | ----- | ----- | ----- | ----- | ----- |
| 3.581 | 3.310 | 3.913 | 4.627 | 4.899 | 5.519 | 5.452 |